# Абделькарім Уакалі
Абделькарім Уакалі (араб. عبد الكريم وكالي; нар. 19 березня 1993) — алжирський борець греко-римського стилю, триразовий чемпіон та триразовий срібний призер чемпіонатів Африки, дворазовий чемпіон Африканських ігор, срібний призер Середземноморських ігор, учасник Олімпійських ігор.

## Життєпис
Боротьбою почав займатися з 2006 року. Тренер — Мессауд Зедан (з 2013).
Навчався в Оксфордському університеті.

## Спортивні результати на міжнародних змаганнях

### Виступи на Олімпіадах
| Змагання                    | Збірна | Вагова категорія                 | Місце |
| --------------------------- | ------ | -------------------------------- | ----- |
| Літні Олімпійські ігри 2024 | Алжир  | греко-римська боротьба, до 77 кг | 16    |

### Виступи на Чемпіонатах світу
| Змагання                        | Збірна | Вагова категорія                 | Місце |
| ------------------------------- | ------ | -------------------------------- | ----- |
| Чемпіонат світу з боротьби 2019 | Алжир  | греко-римська боротьба, до 77 кг | 30    |
| Чемпіонат світу з боротьби 2023 | Алжир  | греко-римська боротьба, до 77 кг | 28    |

### Виступи на Чемпіонатах Африки
| Змагання                         | Збірна | Вагова категорія                 | Місце  |
| -------------------------------- | ------ | -------------------------------- | ------ |
| Чемпіонат Африки з боротьби 2012 | Алжир  | греко-римська боротьба, до 74 кг | Срібло |
| Чемпіонат Африки з боротьби 2014 | Алжир  | греко-римська боротьба, до 75 кг | Срібло |
| Чемпіонат Африки з боротьби 2019 | Алжир  | греко-римська боротьба, до 82 кг | Срібло |
| Чемпіонат Африки з боротьби 2020 | Алжир  | греко-римська боротьба, до 77 кг | Золото |
| Чемпіонат Африки з боротьби 2022 | Алжир  | греко-римська боротьба, до 82 кг | Золото |
| Чемпіонат Африки з боротьби 2023 | Алжир  | греко-римська боротьба, до 82 кг | Золото |

### Виступи на Африканських іграх
| Змагання              | Збірна | Вагова категорія                 | Місце  |
| --------------------- | ------ | -------------------------------- | ------ |
| Африканські ігри 2019 | Алжир  | греко-римська боротьба, до 77 кг | Золото |
| Африканські ігри 2024 | Алжир  | греко-римська боротьба, до 77 кг | Золото |

### Виступи на Кубках світу
| Змагання                    | Збірна | Вагова категорія                 | Місце |
| --------------------------- | ------ | -------------------------------- | ----- |
| Кубок світу з боротьби 2020 | Алжир  | греко-римська боротьба, до 77 кг | 13    |

### Виступи на Чемпіонатах світу серед військовослужбовців
| Змагання                                                  | Збірна | Вагова категорія                 | Місце |
| --------------------------------------------------------- | ------ | -------------------------------- | ----- |
| Чемпіонат світу з боротьби серед військовослужбовців 2014 | Алжир  | греко-римська боротьба, до 75 кг | 5     |
| Чемпіонат світу з боротьби серед військовослужбовців 2021 | Алжир  | греко-римська боротьба, до 82 кг | 4     |

### Виступи на Середземноморських чемпіонатах
| Змагання                                     | Збірна | Вагова категорія                 | Місце |
| -------------------------------------------- | ------ | -------------------------------- | ----- |
| Середземноморський чемпіонат з боротьби 2012 | Алжир  | греко-римська боротьба, до 74 кг | 9     |

### Виступи на Середземноморських іграх
| Змагання                    | Збірна | Вагова категорія                 | Місце  |
| --------------------------- | ------ | -------------------------------- | ------ |
| Середземноморські ігри 2013 | Алжир  | греко-римська боротьба, до 74 кг | 8      |
| Середземноморські ігри 2022 | Алжир  | греко-римська боротьба, до 77 кг | Срібло |

### Виступи на інших змаганнях
| Змагання                                                          | Збірна | Вагова категорія                 | Місце  |
| ----------------------------------------------------------------- | ------ | -------------------------------- | ------ |
| Олімпійський кваліфікаційний турнір з боротьби 2012 (Марракеш)    | Алжир  | греко-римська боротьба, до 74 кг | Бронза |
| Міжнародний турнір Олімпія 2012                                   | Алжир  | греко-римська боротьба, до 74 кг | 5      |
| Trophee Milone 2013                                               | Алжир  | греко-римська боротьба, до 74 кг | Бронза |
| Кубок Владислава Пітласинські 2019                                | Алжир  | греко-римська боротьба, до 77 кг | 5      |
| Київський Міжнародний турнір з боротьби 2021                      | Алжир  | греко-римська боротьба, до 77 кг | 15     |
| Олімпійський кваліфікаційний турнір з боротьби 2020 (Хаммамет)    | Алжир  | греко-римська боротьба, до 77 кг | 4      |
| Олімпійський кваліфікаційний турнір з боротьби 2020 (Софія)       | Алжир  | греко-римська боротьба, до 77 кг | 7      |
| Турнір Дана Колова — Николи Петрова 2022                          | Алжир  | греко-римська боротьба, до 82 кг | 11     |
| Турнір Ібрагіма Мустафи 2023                                      | Алжир  | греко-римська боротьба, до 82 кг | Бронза |
| Олімпійський кваліфікаційний турнір з боротьби 2024 (Александрія) | Алжир  | греко-римська боротьба, до 77 кг | Золото |
| Меморіал Імре Поляка та Яноша Варги 2024                          | Алжир  | греко-римська боротьба, до 77 кг | 12     |
| Кубок Владислава Пітласинські 2024                                | Алжир  | греко-римська боротьба, до 77 кг | 7      |

### Виступи на змаганнях молодших вікових груп
| Змагання                                       | Збірна | Вагова категорія                 | Місце  |
| ---------------------------------------------- | ------ | -------------------------------- | ------ |
| Чемпіонат Африки з боротьби серед кадетів 2009 | Алжир  | греко-римська боротьба, до 63 кг | Золото |
| Чемпіонат Африки з боротьби серед кадетів 2010 | Алжир  | греко-римська боротьба, до 69 кг | Золото |
| Африканські молодіжні ігри 2010                | Алжир  | греко-римська боротьба, до 69 кг | Срібло |
| Літні юнацькі Олімпійські ігри 2010            | Алжир  | греко-римська боротьба, до 69 кг | 5      |
| Чемпіонат Африки з боротьби серед юніорів 2011 | Алжир  | греко-римська боротьба, до 74 кг | Срібло |
| Чемпіонат світу з боротьби серед юніорів 2011  | Алжир  | греко-римська боротьба, до 74 кг | 20     |
| Чемпіонат світу з боротьби серед юніорів 2012  | Алжир  | греко-римська боротьба, до 74 кг | 21     |
| Чемпіонат світу з боротьби серед юніорів 2013  | Алжир  | греко-римська боротьба, до 74 кг | 16     |